# Nanhermannia pectinata
Nanhermannia pectinata är en kvalsterart som beskrevs av Karl Strenzke 1953. Nanhermannia pectinata ingår i släktet Nanhermannia och familjen Nanhermanniidae. Inga underarter finns listade i Catalogue of Life.